# Zé Ramalho Canta Jackson do Pandeiro
Zé Ramalho Canta Jackson do Pandeiro é um álbum-tributo lançado pelo cantor e violonista brasileiro Zé Ramalho em 2010.
O disco é uma homenagem ao compositor Jackson do Pandeiro, que faleceu em 1982.
Desde o final de 2008, Zé Ramalho vem fazendo covers e versões de alguns artistas que acabaram influenciando musicalmente ao cantor.
Ramalho já homenageou o colega de geração Raul Seixas, em 2001, Bob Dylan, no final de 2008, e Luiz Gonzaga em 2009.

## Faixas
| N.º | Título                                       | Música                                             | Duração |  |
| 1.  | "Lamento Cego"                               | Jackson do Pandeiro                                | 4:02    |  |
| 2.  | "Ele Disse"                                  | Edgar Ferreira                                     | 3:14    |  |
| 3.  | "Forró do Surubim"                           | José Batista, Antonio Barros                       | 2:58    |  |
| 4.  | "Forró na Gafieira"                          | Rosil Cavalcanti                                   | 2:28    |  |
| 5.  | "O Canto da Ema"                             | Alventino Cavalcanti, D. Ayres Viana, João do Vale | 3:12    |  |
| 6.  | "Sebastiana / Um a Um / Chiclete com Banana" |                                                    | 2:57    |  |
| 7.  | "Chiclete com Banana" (com Waldonys)         | Almira Castilho, Gordurinha                        | 2:57    |  |
| 8.  | "Cantiga do Sapo"                            | Jackson do Pandeiro, Buco do Pandeiro              | 4:07    |  |
| 9.  | "Casaca de Couro"                            | Rui de Moraes e Silva                              | 2:36    |  |
| 10. | "Quadro-Negro"                               | Jackson do Pandeiro, Rosil Cavalcanti              | 2:22    |  |
| 11. | "Cabeça Feita"                               | Jackson do Pandeiro, Sebastião Batista da Silva    | 2:59    |  |
| 12. | "Lá Vai a Boiada"                            | Jackson do Pandeiro, Manoel Pedro                  | 4:17    |  |

## Músicos
- Zé Ramalho  - violão nas faixas 1, 2, 4, 8, 10, 11, 12, vocais em todas as faixas, viola na faixa 7
- Waldonys - voz na faixa 7